# Arnold Marc Gorter
Arnold Marc Gorter (Ambt Almelo, 3 december 1866 - Amsterdam, 16 september 1933) was een Nederlands kunstschilder en tekenaar. Hij had zijn atelier in de stad Amsterdam, maar werd vooral bekend om zijn landschappen die hij ontleende aan de natuur in onder meer Drenthe, Twente en de Achterhoek.

## Jeugd en opleiding
Gorter werd in 1866 in Ambt Almelo geboren, tussen bos en boerenland, als zoon van zeepzieder Barend Gorter en Geertruida ten Cate Hoedemaker. Zijn moeder was aquarelliste en bracht hem al vroeg liefde voor natuur en kunst bij. Hij begon dan ook al jong zelf te tekenen en wilde kunstschilder worden. Het Twentse landschap werd zijn inspiratiebron. Maar van zijn vader moest hij wel eerst 'een vak' leren en zo vertrok hij in 1884 naar Amsterdam om de opleiding tot tekenleraar op de Rijksnormaalschool voor Teekenonderwijzers te volgen. Hij kreeg hier les van onder anderen architect Pierre Cuypers, die deze opleiding had opgezet met het doel leraren op te leiden voor nog op te richten Kunst-Ambachtsscholen.
Na zijn M.O.-akte te hebben gehaald in 1888, ging hij de schilderklassen onder August Allebé op de Rijksakademie van beeldende kunsten volgen. Hij deed dat van 1889 tot 1891; vrij kort, want de lessen naar model en stilleven op de academie vond hij saai. Hij wilde liever buiten schilderen, maar daarin werd geen les gegeven. Arnold Gorter ging tijdens zijn studiejaren steeds terug naar Twente om buiten te werken, soms ook naar Drenthe en de Achterhoek. Daarnaast was de omgeving van Abcoude een gewilde locatie; hier schilderde hij samen met jongere vrienden als Simon Maris, Piet Mondriaan en Gorters leerling Albert Hulshoff Pol vaak langs het Gein.

## Leven en werk

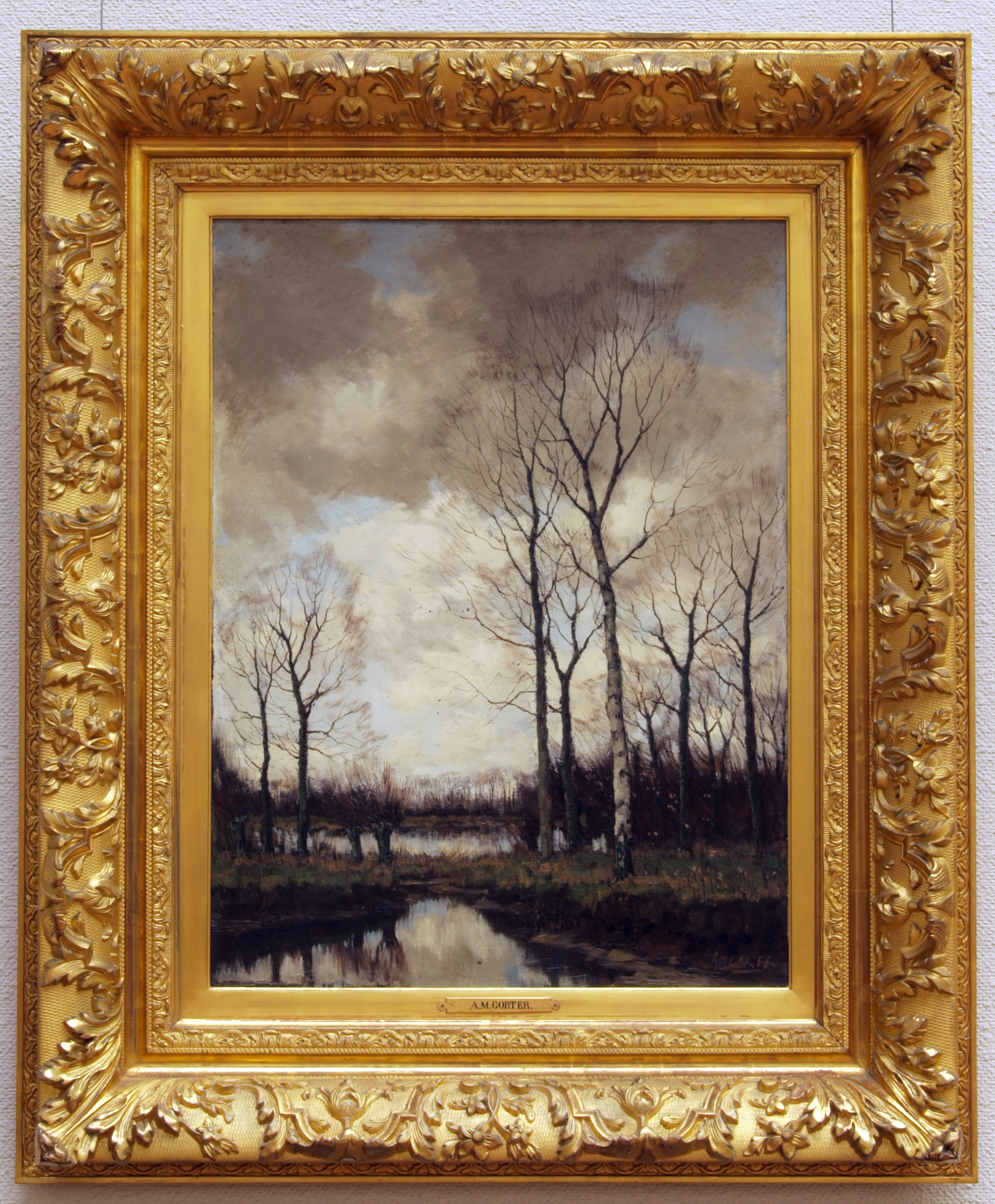
Novemberstemming, 1905, collectie Teylers Museum

Na jaren les te hebben gegeven aan de nieuwe Teekenschool voor Kunstambachten, probeerde hij vanaf 1895 van de verkoop van zijn werk te leven. Hij gaf ook privélessen. Twee van zijn leerlingen waren Gus en Bertha van Heek, dochters van de Enschedese textielfabrikant Gerrit Jan van Heek. Bertha van Heek stuurde hem haar tekeningen en schilderwerk op, die hij per brief becommentarieerde. Gorter werd actief lid van de Amsterdamse kunstenaarsvereniging Sint Lucas, waarvan hij in 1899 voorzitter werd. Tijdens zijn voorzitterschap werden ambitieuze tentoonstellingen gehouden in het Stedelijk Museum en verdrievoudigde het ledenaantal. Hoewel St. Lucas vooral een jongerenvereniging was, traden nu ook gerenommeerde oudere kunstenaars zoals Jan Toorop en Thérèse Schwartze toe.
Gorter was lid van de kunstenaarsverenigingen Arti et Amicitiae, Pulchri Studio en Sint Lucas. De schilderijen die hij in de jaren 1890 bij de diverse verenigingen exposeerde, kregen meteen bijval van zowel publiek als pers. Zijn grote, met brede toets en sobere kleuren geschilderde landschappen, meestal van herfst of winter, gaven geen vrolijke kijk op Oost-Nederland. Donkere luchten kondigden regen aan, of de regen was net voorbij.
In de jaren na 1906, toen het lichte kleurige 'luminisme' opkwam, waren zijn schilderijen de grootst mogelijke tegenstelling tot die stroming. Merkwaardig is dat Gorter juist in de bakermat ervan, Frankrijk, veel waardering vond en de Franse staat in 1904 een groot doek van hem kocht.
Zijn eerste grote solotentoonstelling had hij in 1898 bij de Amsterdamse Kunsthandel Buffa. Isaac Israëls en hij werden bij Buffa de best verkopende schilders. Een tweede tentoonstelling volgde in 1900 bij Oldenzeel in Rotterdam.
In 1903 trouwde hij met Sophie Hertz (1883-1979).
Het voorzitterschap van St. Lucas verruilde hij in 1904 voor het vicevoorzitterschap van Arti et Amicitiae. Voorzitter werd hij in 1908 met als medebestuursleden G.H. Breitner en Ed. Karsen. Het beleid dat hij voorstond bij Arti was vooral 'de boel bij elkaar houden', wat nodig leek omdat St. Lucas in die tijd ten prooi viel aan conflicten en afsplitsingen en dat moest bij Arti vermeden worden. Arti bood met haar sociëteit en grote aantal 'kunstlievende' leden niet alleen expositie-gelegenheid, maar ook de mogelijkheid in contact te komen met verzamelaars en opdrachtgevers. Arti bleef zo ook voor modernere schilders als Jan Sluijters en Leo Gestel de moeite waard om lid van te worden. Later werd Gorter nog vaak herkozen als voorzitter.
In 1913 liet hij een groot huis met atelier bouwen in Amsterdam. Maar de omgeving van Vorden in de Achterhoek trok steeds meer om buiten te schilderen en hier kocht hij in 1916/17 grond met twee oude boerderijen. Hij liet er een parkachtig bos aanleggen en in 1925 een buitenhuis bouwen.
Koningin Wilhelmina, zelf amateur-schilderes, nodigde Gorter in 1921 uit te komen logeren op paleis Het Loo, zodat ze samen de herfstkleuren konden schilderen. Het jaar daarop volgde de uitnodiging om met haar mee te gaan op een bootreis van vijf weken langs de Noorse kust, waarbij ze vaak aan land gingen om te schilderen. De schilderijen namen een bijzondere plaats in zijn oeuvre, omdat ze allemaal scherp en precies in helder coloriet zijn weergeven. In veel van zijn werken voeren de aardkleuren bruin, groen en grijs de boventoon.
De vele successen op internationale tentoonstellingen resulteerden in een grote vraag naar zijn werk, vooral in Amerika. De grote productie van zijn arbeidsintensieve schilderijen kwam hem op een slechter wordende gezondheid te staan en ook op de kritiek dat hij zich te veel herhaalde. Gorters buitenstudies werden door de critici meer gewaardeerd. Zijn populariteit maakte dat zijn werk bij leven al vervalst, gekopieerd en geïmiteerd werd. 
De crisis van 1929 maakte een einde aan de grote vraag naar zijn werk en de maagkwaal waaraan hij al langer leed maakte hem het schilderen steeds moeilijker, tot hij er in de herfst van 1933 aan bezweek in zijn huis in Amsterdam.

## Stijl en ontwikkeling
Gorter was niet tegen nieuwe richtingen, maar zelf liet hij zich meer leiden door liefde voor de natuur dan door ontwikkelingen in de kunst. Gorter begaf zich eerst nog in de voetsporen van de Haagse School, maar ontwikkelde later een geheel eigen opvatting. Zijn werk is te verdelen in studies die hij buiten schilderde op klein formaat en grote schilderijen die hij via deze studies, maar toch vooral naar zijn verbeelding componeerde. Soms waren dit enorme doeken, bedoeld voor de grote internationale tentoonstellingen in Parijs en München. Kenmerkend zijn de dikke korstige verfstructuur en de strakke, hoekige compositie.

## Winterlandschap voor Rijksmuseum Twenthe
Drie jaar na zijn dood voerden Amsterdamse vrienden, vooral om zijn weduwe financieel te ondersteunen, actie om een schilderij aan te kopen, dat bestemd zou zijn voor het Rijksmuseum Twente in Enschede. Negen Amsterdamse notabelen vormden een comité van aanbeveling, dat de honorair directeur van het museum, Jan Herman van Heek, liet kiezen uit vijf werken van Gorter, een landschap met koeien, een sneeuwlandschap bij maanlicht, een sneeuwlandschap ook bij maanlicht maar een kleiner formaat, en een groep van vier kleine Twentse landschappen (elk 25 × 40 cm.) en een groter Twents landschap. Van Heek en zijn raadgevers, de conservatoren prof. dr. K.H. Westendorp en Ko van Deinse, kozen na enig wikken en wegen een Twents winterlandschap, berijpte bomen op besneeuwde oevers van een beek. Hiermee ging een lang gekoesterde wens van Jan Herman in vervulling, want de Haagse School was niet vertegenwoordigd in de collectie van het museum.

## Enkele werken

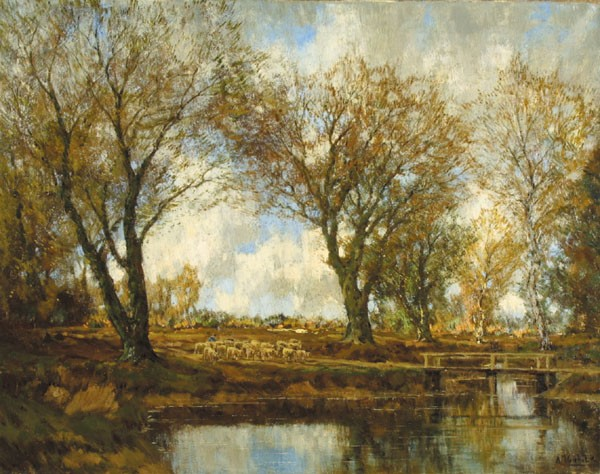
Gezicht op de Vordense Beek
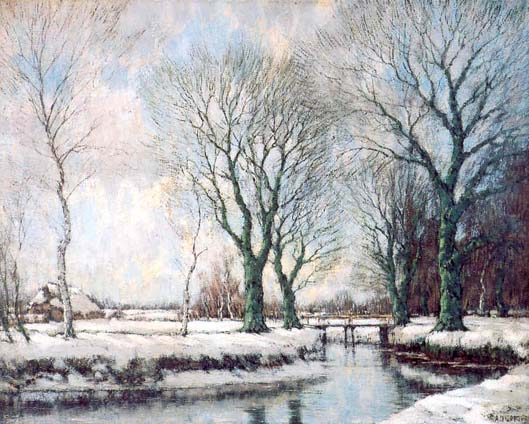
Vordense Beek in de winter
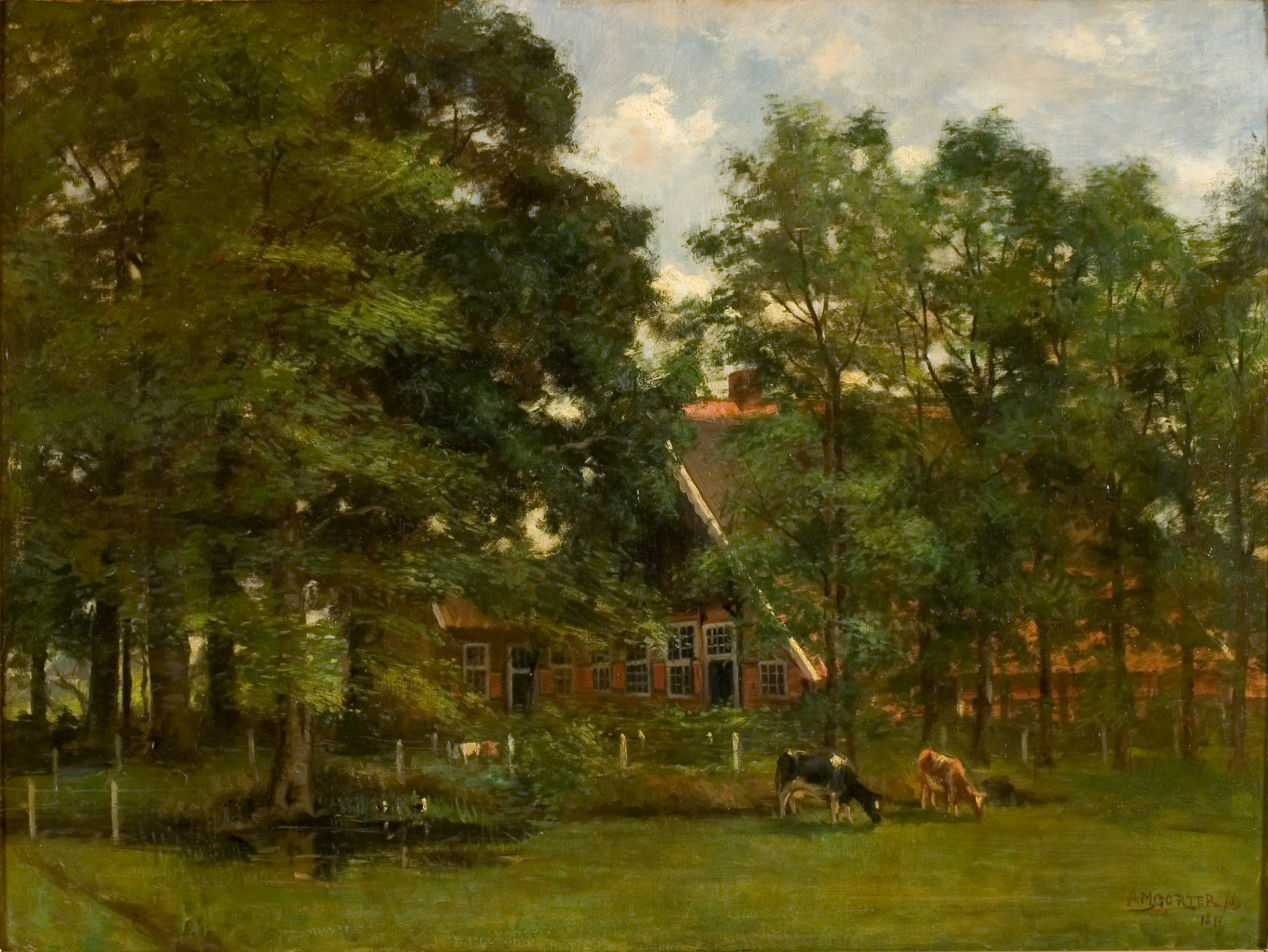
Boerderij tussen beuken
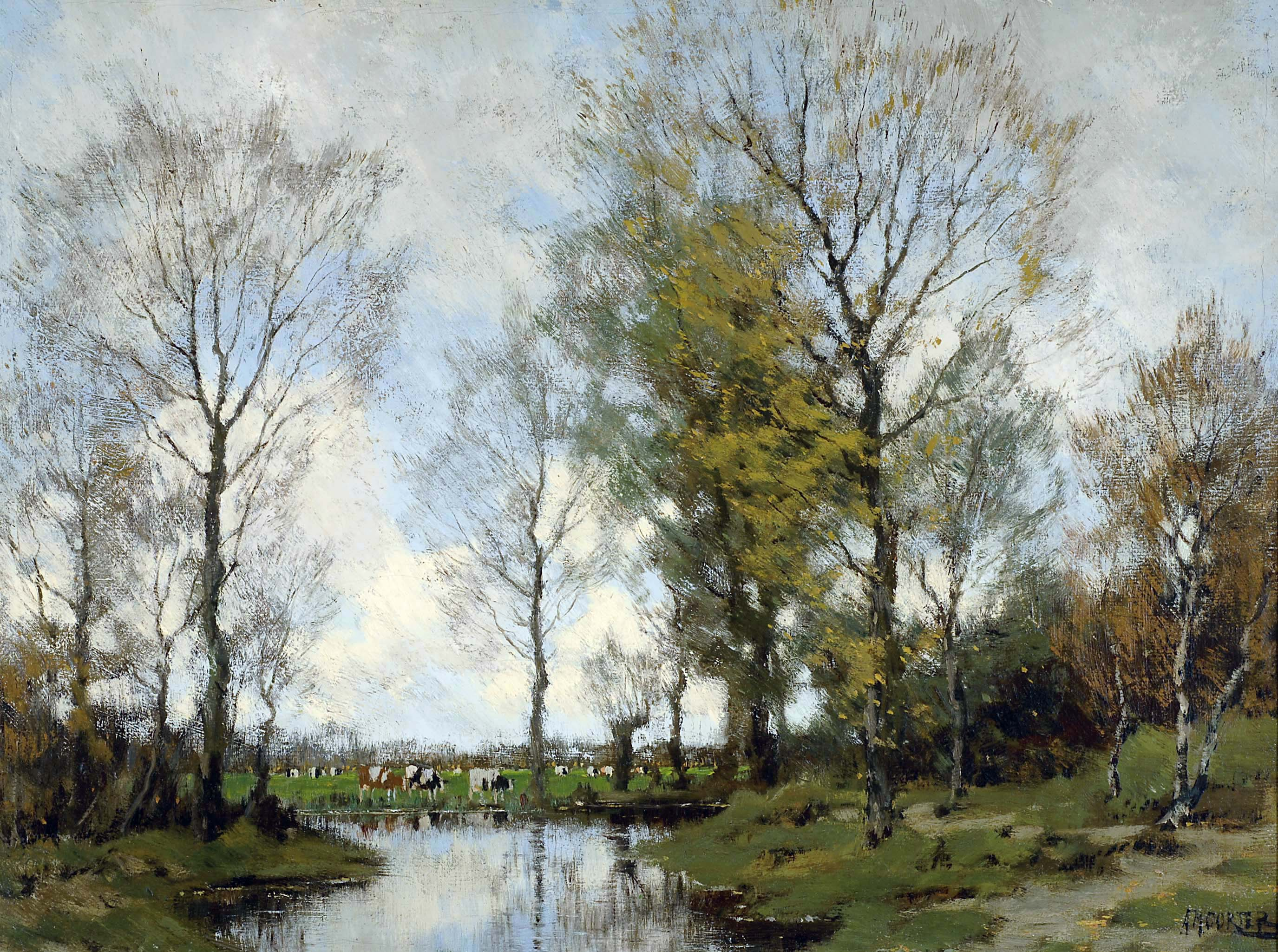
Arnold Marc Gorter, ‘Herfstdag’, 38,5x51cm. Part. Collectie NL
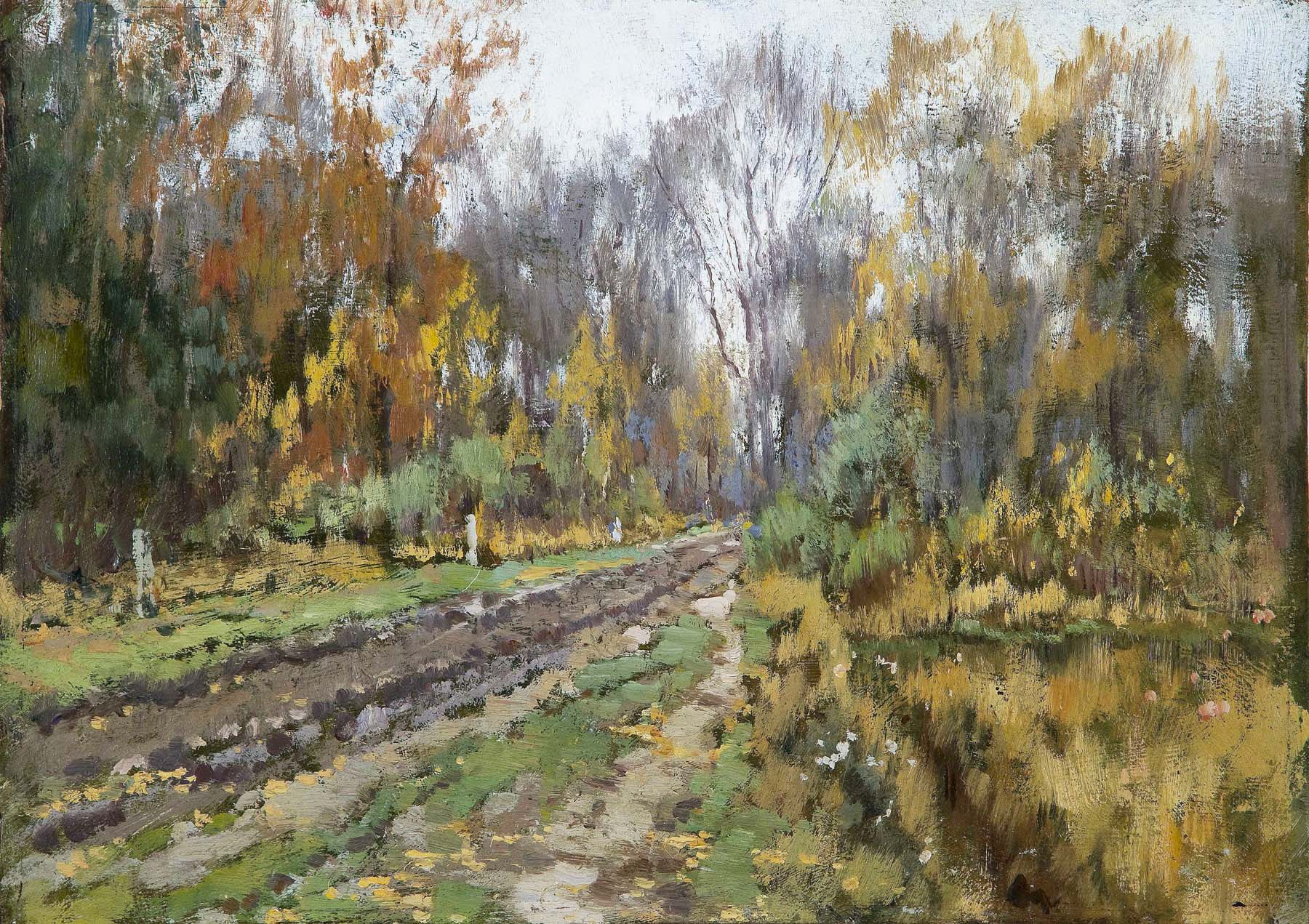
‘Grijze herfstdag’, ca. 1920, paneel, 26x37cm. Part. Collectie NL
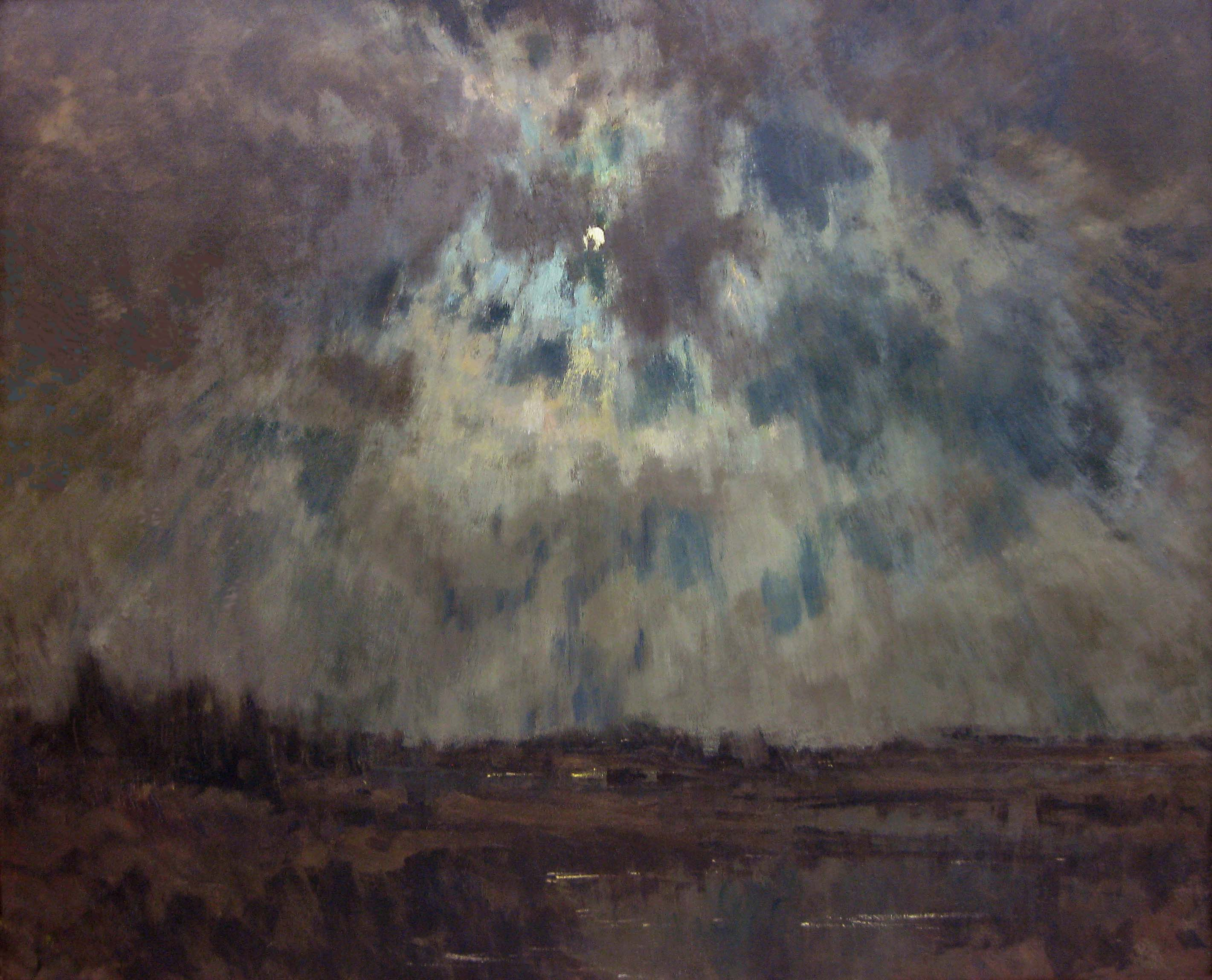
‘Maannacht’, 130x160cm. Coll. Drents Museum, Assen
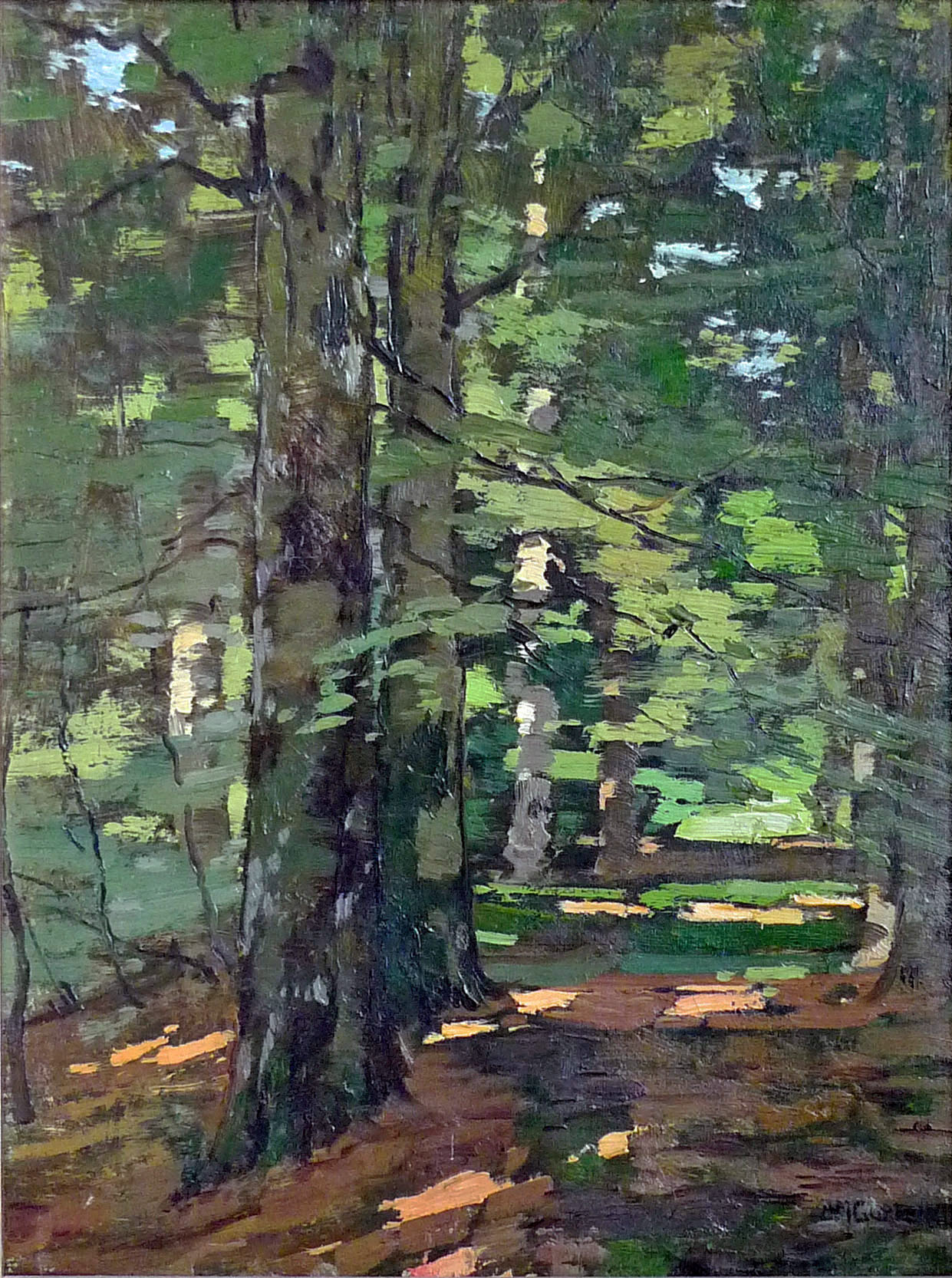
‘Twickelse Bos’, 42x33cm. Part. Coll. NL

## Onderscheidingen
- 1891 Schilderij aangekocht in het kader van de Koninklijke Subsidie
- 1900 Mention Honorable, Wereldtentoonstelling Parijs
- 1904 Mention Honorable Salon de la Société des Artistes Français, Parijs
- 1904 Zilveren Medaille Universal Exhibition, Saint Louis U.S.A.
- 1905 Zilveren Med. IXe Internationale Kunstausstellung, Glaspalast München
- 1906 Gouden Med. 3e klasse Salon S.A.F., Parijs
- 1907 Gouden Med. Stad Amsterdam op 'Vierjaarlijkse', Amsterdam
- 1910 Gouden Med. 2e kl. Salon S.A.F., Parijs
- 1910 Koninklijke Orde van Verdienste v.d. H. Michaël, Beieren
- 1911 Gouden Medaille Koningin Wilhelmina, Arti, Amsterdam
- 1912 Ridder in de Kroonorde van België
- 1912 Officier der orde v.d. Kroon van Italië
- 1913 Gouden Med. 1e klasse op XIe Internationale Kunstausstellung, Glaspalast München
- 1915 Gouden Med. Panama-Pacific International Exhibition, San Francisco U.S.A.
- 1919 Gouden Med. Kunsttentoonstelling, Jaarbeurs Utrecht
- 1923 Membre Correspondant de l'Institut de France, Académie des Beaux-Arts, Parijs
- 1928 Officier Orde van Oranje-Nassau

## Werk in Musea
- Drents Museum, Assen: 6 werken, w.o. een groot 'Maanlicht', een aquarel en drie buiten-studies.
- Rijksmuseum Twenthe, Enschedé: 2 werken, een groot 'Landschap met sneeuw' en een 'Twentse Boerderij' gedateerd 1890.
- Stedelijk Museum, Amsterdam: een groot 'Landweg met koeien'. (Een zwak vroeg werk, waarvan later delen zijn overgeschilderd.)
- Teylers Museum, Haarlem: 'November'.
- Stadsmuseum Almelo: een aquarel 'Bruggetje over de Lolee te Almelo'
- Zeeuws Museum, Middelburg: aquarel 'Zomermorgen'
- Museum De Lakenhal, Leiden: schilderij 'Bosgezicht'
- Het Instituut Collectie Nederland bezit twee werken, een slootkant met wilgen en eenden, mogelijk verworven bij de Koninklijke Subsidie aankoop in 1891, en een heidelandschap.
- Musée d' Orsay, Parijs: 'Chemin de Bruyères', 140x180 cm.
- Von der Heydt-Museum, Wuppertal: 'Frühling', 54x75 cm, gedateerd 1900
- Nationaal Museum, Belgrado: Herfstlandschap
- Enkele Noord- en Zuid-Amerikaanse Musea, w.o. The Frye Art Museum, Seattle: 8 landschappen van rond 1915.
- Stedelijk Museum Zutphen: drie schilderijen waaronder Boslandschap in de herfst (bruikleen).

## Publicaties
- Frans Buffa & Zonen (1898) (4 afb. en 1 fotoportret) Tentoonstelling van werken door A.M. Gorter catalogus Frans Buffa & Zonen, Amsterdam.
- Kunstzalen Oldenzeel (1900) (1 afb.) Tentoonstelling A. M. Gorter. Catalogus Kunstzalen Oldenzeel, Rotterdam.
- Marie Marx-Koning (1902) (12 afb.) "Arnold Gorter", Elsevier's Geïllustreerd Maandschrift (12) nr 4, p. 218-225.
- J. Rotgans, J. Siedenburg (1904) "A.M. Gorter", met karikatuur: J. Rotgans en gedicht: J. Siedenburg In: De ware Jacob, 20 augustus, p. 373.
- Anoniem (1906) (3 afb.) "De Kunstschilder A. M. Gorter", De Prins der Geïllustreerde Bladen, 26 mei. Uitgeverij N.J. Boon, Amsterdam
- F.M. Lurasco (1907) (biografie met portret) Onze Moderne Meesters. Amsterdam.
- J. v. Anstruwe (1910) (4 afb.) "A. M. Gorter". Eigen Haard, 8 okt., p. 645-650.
- H.L. Berckenhoff (1914) (5 afb.) The Art of A. M. Gorter. F. Buffa & Zn, Amsterdam, 14 p.,
- Alfred Ruhemann (1914) (1gr. kl. afb.) A.M. Gorter, Meister der Farbe; XI, heft 1, p. 725. E.A. Seeman, Leipzig.
- Maria Viola, Fr. Buffa & Zn (1922) (6 afb) Catalogus van werken door A. M. Gorter geschilderd in den zomer 1922 op reis naar Noorwegen waarheen hij H.M. De Koningin heeft mogen vergezellen. Frans Buffa & Zonen , Amsterdam.
- Caty Verbeek (1931) (4 afb.) Onze schilders - Bij A.M. Gorter. Eigen Haard, 57 nr 32, 8 aug. p. 721-724.
- G. Betlem jr (1931) (4 afb.) Bij de kunstschilder A.M. Gorter. Weekblad Cinema & Theater, nr 389, 11 jul. p. 24-25.
- N.H. Wolf (1933) (8 afb.) A.M. Gorter. De Kunst, 25, nr 1316, 23 sept. p. 321-324.
- Z. Kolks (red.) (1983) (87 afb.) De andere Gorter, nauwelijks bekende studies van een landschapschilder. Catalogus tentoonstelling Rijksmuseum Twenthe. Rijksmuseum Twenthe. Enschede, Enschedé.
- Z. Kolks (1983) (6 afb.) Enkele voorstellingen van Gorter uit n.o. Twente. 't Inschrien, 15, nr 4, okt. p. 57-61.
- J.J. Heij (red.) (1989) () Een vereeniging van ernstige kunstenaars. 150 jaar Arti, p. 37, 39, 41, 46, 60, 106, 136-137, 140, 144. Thoth in samenwerking met Maatschappij Arti et Amicitiae, Amsterdam. ISBN 978-9068680263
- Grinten, Hans van der (red.); Havekes-van Creij, Reggy (red.); Fehlemann, Sabine; Von der Heydt-Museum; Stiftung Museum Schloss Moyland; (1998) (1 afb.) Von Waldmüller bis Warhol, gemälde des 19- und 20-Jahrhunderts aus dem Von der Heydt-Museum Wuppertal. Tentoonstellings catalogus Museum Schloss Moyland, p. 76-77. Stiftung Museum Schloss Moyland, Bedburg-Hau.
- H.A. Wesselius (red.) (1999) (7 afb.) De schilders van de broeksloot. Kleine namen, grote meesters in en om de Haagse School, p: 32 -37. Alkmaar. ISBN 9789070655259
- M.E. Spliethoff e.a (2006) (1 afb.) Koningin Wilhelmina, schilderijen en tekeningen, p: 14 -16 e.v. Waanders Uitgevers, Zwolle. ISBN 9789040082535
- Zeno Kolks (2007) (4 afb.) Twentse voorstellingen van de landschapschilder A.M. Gorter. Typisch Twente, (5) nr 3, p. 41-43.
- Paul Gorter (2011) (90 afb.) A.M. Gorter, schilder van het Oost-Nederlands landschap. Zutphen. ISBN 9789057307430
- Hans J. Kobes (2012) (5 afb. en omslag) Arnold Marc Gorter, schilder van het Twentse landschap. Stad en Ambt, Cultuurhistorisch magazine van de Historische Kring Almelo, (20) nr 1, p. 2-5.
- Sylvia Alting von Geusau e.a. (2016) Kunsthandel Frans Buffa & Zonen 1790-1951, Schoonheid te koop. Waanders Uitgevers, Zwolle. ISBN 9789462620926
- Paul Gorter (2017) Kunstenaarsvereniging St. Lucas; de onbekende jaren 1885-1908. Baxbooks, Amsterdam. ISBN 978-90-823624-2-8
- Gerda Rossel (red.) (2018) De geschiedenis van de Wientjesvoort. Achterhoekse boeken, Bronckhorst. ISBN 978-94-92108-13-5
- Wim H. Nijhof (2018) t Inschrien, kwartaalblad van de Vereniging Oudheidkamer Twente. t Inschrien 2018/1, p. 14 - 17. Met de noten.
- Paul Gorter (2019) Geertruida Catharina (Gorter-) ten Cate Hoedemaker 1828-1907, Jaarboek Twente 2019, p. 61 - 70. Met de noten.
- Loek Kemming (2019)De schilders van de Oude Voorde, A.M. Gorter leeft voort in Vorden, Oer, cultuurhistorisch tijdschrift voor Achterhoek en Liemers nr 34, dec. 2019, p. 6-17.

- Bibliothèque nationale de France: cb16730385v (data)
- Biografisch Portaal: 42064475
- Digitale Bibliotheek voor de Nederlandse Letteren: gort009
- Gemeinsame Normdatei: 1016468849
- International Standard Name Identifier: 0000 0000 6706 8473
- Library of Congress Control Number: n84143694
- Nederlandse Thesaurus van Auteursnamen: 071798013
- RKD-Nederlands Instituut voor Kunstgeschiedenis: 32865
- Système universitaire de documentation: 161900690
- Union List of Artist Names: 500007365
- Virtual International Authority File: 50630747
- WorldCat: E39PBJtmB3GHYY9KYKFxmtWv73